# Upjever und Sumpfmoor Dose
Upjever und Sumpfmoor Dose este o arie protejată (sit de importanță comunitară — SCI) din Germania întinsă pe o suprafață de 118,81 ha, integral pe uscat.

## Localizare
Centrul sitului Upjever und Sumpfmoor Dose este situat la coordonatele 53°31′33″N 7°53′23″E / 53.5258°N 7.8897°E.

## Înființare
Situl Upjever und Sumpfmoor Dose a fost declarat sit de importanță comunitară în ianuarie 2005 pentru a proteja un număr necunoscut de specii din flora spontană și fauna sălbatică aflate în arealul zonei.

## Biodiversitate
Situată în ecoregiunea atlantică, aria protejată conține 6 habitate naturale: Mlaștini turboase de tranziție și turbării mișcătoare, Păduri de fag Luzulo-Fagetum, Păduri de fag Asperulo-Fagetum, Păduri de stejar sau de stejar și carpen sub-atlantice și medio-europene de Carpinion betuli, Păduri acidofile de stejar bătrân cu Quercus robur pe câmpii nisipoase, Mlaștini împădurite.
La baza desemnării sitului se află un număr nedeclarat de specii protejate.